# Lastra (Baleira)
Lastra (llamada oficialmente San Xoán da Lastra) es una parroquia y una aldea española del municipio de Baleira, en la provincia de Lugo, Galicia.

## Organización territorial
La parroquia está formada por dos entidades de población:
- A Lastra
- O Sollío

## Demografía

### Parroquia
| Gráfica de evolución demográfica de Lastra (parroquia) entre 2000 y 2019 |
|                                                                          |
| Datos según el nomenclátor publicado por el INE.                         |

### Aldea
| Gráfica de evolución demográfica de A Lastra (aldea) entre 2000 y 2019 |
|                                                                        |
| Datos según el nomenclátor publicado por el INE.                       |